# Vroen
Als toponiem verwijst vroen naar vroente, het woord voor 'een gemene weide'. Het is afgeleid van 'van de heer', verlengd met het suffix -te. De oorspronkelijke betekenis van het Middelnederlandse vroonte is dus herenland, en vandaar  gemeentegrond, gemene weide.
Vroen en vroon vinden hun oorsprong in het Oergermaanse *fraujaz, dat 'heer' betekent.
Het woord is nog herkenbaar in vroonhof, Vroenhoven (= Vroon+hoeve) en het Kasteel van Vroenevelde.
In het middeleeuwse Brussel was de Vrunte één der hertogelijke gevangenissen. Door verwarring met het woord vriend ontstond de benaming Amigo, die nog voortleeft in de rue de l'Amigo (Vruntstraat), het Brussels dialectwoord voor gevangenis en de naam van een hotel, gevestigd op de plaats van de vroegere gevangenis.